# 維贊泰亞-利韋濟鄉
45°57′N 26°50′E / 45.950°N 26.833°E
維贊泰亞-利韋濟鄉（羅馬尼亞語：Comuna Vizantea-Livezi, Vrancea），是羅馬尼亞的鄉份，位於該國東部，由弗朗恰縣負責管轄，面積77平方公里，海拔高度337米，2002年人口4,145，人口密度每平方公里54人。